# Делта (Юта)
Делта (англ. Delta) — місто (англ. city) в США, в окрузі Міллард штату Юта. Населення — 3622 особи (2020).

## Географія
Делта розташована за координатами 39°21′18″ пн. ш. 112°34′23″ зх. д. / 39.35500° пн. ш. 112.57306° зх. д. (39.354870, -112.572993).  За даними Бюро перепису населення США в 2010 році місто мало площу 12,40 км², з яких 12,03 км² — суходіл та 0,37 км² — водойми. В 2017 році площа становила 22,31 км², з яких 22,00 км² — суходіл та 0,31 км² — водойми.

### Клімат
| Клімат : Делта                               | Клімат : Делта | Клімат : Делта | Клімат : Делта | Клімат : Делта | Клімат : Делта | Клімат : Делта | Клімат : Делта | Клімат : Делта | Клімат : Делта | Клімат : Делта | Клімат : Делта | Клімат : Делта | Клімат : Делта |
| Показник                                     | Січ.           | Лют.           | Бер.           | Квіт.          | Трав.          | Черв.          | Лип.           | Серп.          | Вер.           | Жовт.          | Лист.          | Груд.          | Рік            |
| Абсолютний максимум, °C                      | 17,8           | 23,3           | 28,9           | 34,4           | 39,4           | 41,1           | 43,3           | 43,3           | 38,3           | 33,3           | 26,1           | 21,1           | 43,3           |
| Середній максимум, °C                        | 3,6            | 7,4            | 12,9           | 17,9           | 23,7           | 29,5           | 34,6           | 33,3           | 27,6           | 19,9           | 10,7           | 4,5            | 18,8           |
| Середній мінімум, °C                         | −10,3          | −7,1           | −3,4           | 0,4            | 5,2            | 9,5            | 14,1           | 13,1           | 7,4            | 1,2            | −5,1           | −9,3           | 1,3            |
| Абсолютний мінімум, °C                       | −31,7          | −32,8          | −22,2          | −11,1          | −9,4           | −3,9           | 2,8            | 1,7            | −5,6           | −18,9          | −25            | −34,4          | −34,4          |
| Норма опадів, мм                             | 14             | 16             | 21             | 21             | 22             | 13             | 10             | 14             | 16             | 22             | 14             | 15             | 200            |
| -------------------------------------------- | -------------- | -------------- | -------------- | -------------- | -------------- | -------------- | -------------- | -------------- | -------------- | -------------- | -------------- | -------------- | -------------- |
| Джерело: The Western Regional Climate Center |                |                |                |                |                |                |                |                |                |                |                |                |                |

## Демографія
Згідно з переписом 2010 року, у місті мешкало 3436 осіб у 1151 домогосподарстві у складі 845 родин. Густота населення становила 277 осіб/км².  Було 1269 помешкань (102/км²).
Расовий склад населення:
| - 81,1 % — білих - 0,8 % — корінних американців - 0,4 % — азіатів - 0,3 % — вихідців з тихоокеанських островів - 0,2 % — чорних або афроамериканців - 15,7 % — осіб інших рас |

До двох чи більше рас належало 1,6 %. Частка іспаномовних становила 20,5 % від усіх жителів.
За віковим діапазоном населення розподілялося таким чином: 34,1 % — особи молодші 18 років, 52,6 % — особи у віці 18—64 років, 13,3 % — особи у віці 65 років та старші. Медіана віку мешканця становила 30,6 року. На 100 осіб жіночої статі у місті припадало 101,4 чоловіків;  на 100 жінок у віці від 18 років та старших — 95,8 чоловіків також старших 18 років.
Середній дохід на одне домашнє господарство  становив 60 900 доларів США (медіана — 55 598), а середній дохід на одну сім'ю — 71 224 долари (медіана — 67 788). Медіана доходів становила 65 799 доларів для чоловіків та 42 109 доларів для жінок. За межею бідності перебувало 19,0 % осіб, у тому числі 25,7 % дітей у віці до 18 років та 13,5 % осіб у віці 65 років та старших.
Цивільне працевлаштоване населення становило 1440 осіб. Основні галузі зайнятості: освіта, охорона здоров'я та соціальна допомога — 25,8 %, транспорт — 18,5 %, сільське господарство, лісництво, риболовля — 11,0 %, науковці, спеціалісти, менеджери — 7,4 %.